# 日沖靖
日沖 靖（ひおき やすし、1959年〈昭和34年〉3月23日 - ）は、日本の政治家。三重県いなべ市長（6期）。

## 略歴
員弁郡大安町（現：いなべ市）出身。三重県立桑名高等学校、京都大学農学部農芸学科卒業。京都大学在学中は、強豪として知られる京都大学ギャングスターズ（アメリカンフットボール部）に在籍、4年時には主将を務める。甲子園ボウルにも出場した経験がある。
住友商事に5年間勤務後、オクラホマ大学体育学部助手、ミネソタ州立大学アメリカンフットボール部コーチを務めた後、母校の京都大学アメリカンフットボール部の専任コーチとなる。
1990年（平成2年）、実家に戻って家業の農機具店を継いだ。
大安町では、町長が収賄容疑で辞職する汚職事件があった。事件後の町長選挙（1995年）に出馬して36歳で当選。その後大安町長を3期務めた後、合併後のいなべ市長選挙（2003年12月）に出馬し、員弁町長を10期務めた太田嘉明との一騎討ちを制し、初代いなべ市長となった。
2007年、無投票により再選。2011年、無投票により3選。2015年、4選。2019年、無投票により5選。2023年の市長選挙では告示日直前に同市を訪れた元兵庫県議会議員の小西彦治が出馬したため選挙戦となり6選。東海3県の現職市長では最多当選となった。

## 政策・人物
- 2007年4月24日に行われた参議院日本国憲法に関する調査特別委員会の名古屋地方公聴会場において、合併自治体の首長として意見を述べている[7]。
- 2020年7月1日、LGBTなど性的少数者のカップルが婚姻に相当する関係にあると認める「パートナーシップ宣誓制度」を導入した[8]。